# Transflymunia
Transflymunia (Lonchura nevermanni) är en fågel i familjen astrilder inom ordningen tättingar.

## Utbredning
Fågeln förekommer på Nya Guinea (Kurik- och Mapa-områdena till nedre floden Fly).

## Status
IUCN kategoriserar arten som livskraftig.

## Namn
Fågelns vetenskapliga artnamn hedrar Dr Hans Paul Friedrich Wilhelm Nevermann (1902-1982), tysk etnolog, antropolog, fililog och oceanograf verksam på Nya Guinea och i Melanesien 1933-1934. Fram tills nyligen kallades den nevermannmunia även på svenska, men justerades 2022 till ett enklare och mer informativt namn av BirdLife Sveriges taxonomikommitté.